# アンスパック
アンスパック、またはフンスパ（ッ）ハ（Hunspach）（アレマン語: Hunschpàch、ドイツ語: Hunspach、フランス語: Hunspach）はフランスのグラン・テスト地域圏、バ＝ラン県に位置するコミューンである。
人口は700人弱（1999年）の小さな村であるが、木組みの家が並ぶ景観が美しく、フランスの最も美しい村にもリストアップされている。